# Joel Little
Joel Little (Auckland, 13 de fevereiro de 1983) é cantor, compositor e produtor musical neozelandês. Little é conhecido principalmente por ser o ex-vocalista da banda Goodnight Nurse, fundada com seus amigos do colegial, Sam McCarthy e Jaden Parkes, e por seu trabalho com a cantora conterrânea Lorde. Little, inicialmente, conseguiu um contrato discográfico com uma gravadora independente e apresentava-se em pequenos bares e casas de shows de sua cidade natal com a banda. Com o grupo, lançou dois álbuns de estúdio, Always and Never (2006) e Keep Me On Your Side (2008), que produziram, ao todo, onze singles, seis deles, inclusive, posicionando-se no top 40 da tabela musical da Recorded Music NZ (RMNZ). Ambos os discos, por sua vez, conquistaram a quinta posição na tabela nacional.
Em 2011, no entanto, fundou a sua própria gravadora, a Dryden Street, e o seu próprio estúdio de gravação, Golden Age. Nele, o músico trabalhou com o grupo musical Broods e passou cerca de dois anos produzindo e compondo com Lorde o seu EP, The Love Club, e o seu álbum de estreia, Pure Heroine, ambos lançados em 2013. Little também é creditado como compositor ou produtor nos trabalhos de artistas como Sam Smith e Ellie Goulding.

## Carreira
Little fundou a banda Goodnight Nurse com seus amigos do colegial, Sam McCarthy e Jaden Parkes. O grupo assinou contrato com as gravadoras independentes Festival Mushroom e Warners Australasia, e teve o seu álbum de estreia, Always and Never, lançado em 2006. Ashley Page, agente musical do grupo, comentou: "Os rapazes haviam investido fortemente em si (...) Eles fizeram um segundo álbum que eu pensei ser um dos melhores da Nova Zelândia em anos. Eu pensei que eles iriam estourar internacionalmente". O segundo lançamento da banda ocorreu em 2008 e foi intitulado de Keep Me On Your Side. O grupo desfrutou de uma popularidade modesta e realizou pequenas excursões pela Nova Zelândia e Austrália, antes de se desfazer e os seus integrantes seguirem rumos diferentes. McCarthy passou a compor canções que, posteriormente, foram lançadas por sua nova banda, Kids of 88. Little, por sua vez, dedicou-se à escrita para outros cantores, com o auxílio de Parkes e Page. O produtor trabalhou com o grupo The Peasants em seu estúdio recém-fundado, Golden Age. No entanto, Ashley Page havia visto uma apresentação de Lorde, nome artístico de Ella Yelich-O'Connor, que à época acabara de assinar um contrato de desenvolvimento com a Universal Music da Nova Zeândia, sob a gestão de Scott Maclachlan. Ashley, então, levou algumas das gravações que Little havia feito com o The Peasants e mostrou a Scott, convencendo-o a pôr Lorde para trabalhar com Little. Maclachlan apresentou a jovem ao produtor, que a auxiliou em suas composições e nas gravações de seu primeiro EP, The Love Club, que continha a canção "Royals", que se tornaria um êxito internacional em 2013.
Inicialmente, Little revelou que apenas ajudou a artista a encontrar o seu estilo. "Nunca houve qualquer pressão (...) Apenas escrevíamos algumas canções e víamos o que acontecia. E a Universal deu-nos bastante liberdade para fazermos o que gostávamos; eles não tinham pressa", comentou. O produtor concluiu algumas canções com Lorde em apenas algumas semanas, as quais foram posteriormente lançadas na plataforma SoundCloud gratuitamente. Daí em diante, a popularidade de Lorde aumentou e "Royals" tornou-se um dos maiores êxitos de 2013. Desde então, o produtor trabalhou com artistas como Sam Smith e Ellie Goulding.